# Свети Христифор
Свети Христифор је хришћански светац. У хришћанској традицији помиње се да је био велики чудотворац. Нарочито га поштују у Шпанији. Њему се народ моли највише против заразних болести и великог помора. Намучен је и страдао за Христа 249. године.
У иконографији, као редак приказ, представља се са псеће-магарећом главом. Такав приказ светитеља има утемељење у легенди која говори о њему као младићу обдареном несвакидашњом лепотом. Није се могао одбранити, посебно од девојака, па је молио Господа да му наружи лице. Молба је била услишена, па му је глава добила псеће-магарећи изглед. На тај начин је приказан на иконостасу цркве Светог Николе манастира Градиште у Буљарици, на црногорском приморју.
Свети Христифор је, иначе, и светитељ-заштитник Старокатоличке црквене провинције за подручје Балкана, која у Србији делује преко Православно - Старокатоличког Генералног викаријата Св. Метода, са седиштем у Иригу.
Источне цркве (православне и старокатоличке) славе га 9. маја по јулијанском, а 22. маја по грегоријанском календару.